# Henri Hogard (Geologe)
Henri Hogard (* 16. März 1808 in Épinal; † 29. November 1880 in Gérardmer, Vogesen) war ein französischer Geologe und Pionier der geologischen Erforschung der Vogesen.
Nach Landvermesser-Lehre bei seinem Vater wurde er 1840 oberster Straßen-Aufseher im Département Vosges der Vogesen. Dabei befasste er sich auch mit Geologie, fand Hinweise auf eine frühere Vergletscherung der Vogesen (womit er die Eiszeittheorie von Louis Agassiz unterstützte) und veröffentlichte 1845 eine detaillierte geologische Karte der Vogesen im Maßstab 1:120.000.

## Schriften
- Description géologique et minéralogique des régions granitiques et arénacées du système des Vosges, Épinal, 1837 (books.google.de)
- Aperçu de la constitution géologique et minéralogique du département des Vosges, in: Henri Lepage, Charles Charton, Le département des Vosges. Statistique historique et administrative, Epinal/Nancy, 1845
- Carte, croquis et coupes pour servir à l'explication de la constitution géologique des Vosges, Imprimerie veuve Gley et lithographie Didlon, Épinal, 1848
- Coup d'oeil sur le terrain erratique des Vosges, Epinal, Impr. de veuve de Gley, 1851